# Пјана ди Форно (Вербано-Кузио-Осола)
Пјана ди Форно је насеље у Италији у округу Вербано-Кузио-Осола, региону Пијемонт.
Према процени из 2011. у насељу је живело 14 становника. Насеље се налази на надморској висини од 1122 м.